# صادرات لحوم البقر الأمريكية في تايوان
مثَّل وضع صادرات  لحوم البقر الأمريكية في تايوان مشكلة في العلاقات التايوانية الأمريكية، وقد تركز الجدل حول حالات الإصابة بإلتهاب الدماغ الإسفنجي البقري (المعروف باسم مرض جنون البقر)، واستخدام مادة الراكتوبامين (الصيغة الكيميائية: C18H23NO3) كمضاف في الأعلاف. أطلق على الصراع أحيانا تسمية «حرب البقر» في وسائل الإعلام على غرار حرب لحوم البقر بين المملكة المتحدة والاتحاد الأوروبي على أثر تفشي مرض جنون البقر.

## الحظر
تسبب اكتشاف حالة مرض جنون البقر في الولايات المتحدة في ديسمبر 2003 في قرار حظر استيراد منتجات لحوم البقر والضأن من الولايات المتحدة من جانب مجلس الزراعة في تايوان. وقد تم رفع الحظر في أبريل 2005، ولكن طبق مرة أخرى على لحوم البقر في يونيو 2005 عندما تم اكتشاف حالة ثانية من مرض جنون البقر. ثم رفع هذا الحظر بشكل مشروط في يناير / كانون الثاني 2006، حيث اقتصرت الصادرات على لحوم الأبقار الخالية من العظام  من الأبقار التي تقل أعمارها عن 30 شهراً.

## الجدل حول الراكتوبامين
فُرِضَ حظر على الراكتوبامين في تايوان مع غيره من ناهضات البيتا الأدرينالية في أكتوبر عام 2006. وأعلنت وزارة الصحة التايوانية في شهر أغسطس عام 2007، عن وضعها حداً لمستوى الراكتوبامين المتبقي في منتجات اللحوم، ليحل هذا القرار محل الحظر المفروض سابقا. ولكن كان هذا الإعلان سببا في إثارة الجدل، مما أدى إلى اندلاع الاحتجاجات بين مزارعي الخنازير في تايوان، وجرى على أثره الإبقاء على الحظر.
أفادت وكالة الأنباء المركزية في شهر فبراير من عام 2012، عن رفض دخول كميات كبيرة من اللحم البقري المستورد من الولايات المتحدة إلى البلاد شهريا، بسبب وجود آثار لراكتوبامين متبقي خلال عملية فحص اللحوم.